# Henryk Makarewicz (fotograf)
Henryk Makarewicz (ur. 15 września 1917 w Ostrowcu, zm. 11 stycznia 1984) – polski artysta fotograf, uhonorowany tytułem Artiste FIAP (AFIAP). Współtwórca i operator Polskiej Kroniki Filmowej. Członek rzeczywisty Związku Polskich Artystów Fotografików. Członek Lubelskiego Towarzystwa Fotograficznego.

## Życiorys
Henryk Makarewicz był studentem Katolickiego Uniwersytetu Lubelskiego. Studia ukończył w 1939 roku.  W okresie międzywojennym związany z lubelskim środowiskiem fotograficznym – od 1937 roku aktywnie uczestniczył w pracach Lubelskiego Towarzystwa Fotograficznego. Był jednym z autorów dokumentacji fotograficznej obrazującej bombardowanie Lublina, we wrześniu 1939 roku. W 1944 roku związał się z wojskową  wytwórnią Czołówka. Z kamerą towarzyszył żołnierzom do Berlina. Po zakończeniu II wojny światowej pracuje w Polskiej Kronice Filmowej i Wytwórni Filmów Dokumentalnych. W 1953 roku został oddelegowany do Nowej Huty  z zadaniem dokumentowania budowy miasta i Kombinatu. Miejsce szczególne w jego twórczości zajmowała fotografia dokumentalna oraz fotografia reportażowa. Był obserwatorem życia społecznego, dokumentalistą najważniejszych wydarzeń sportowych, kulturalnych i religijnych w regionie (Mecz piłkarski Wisła – Cracovia – 1948, Konserwacja ołtarza Wita Stwosza – 1949, 100-lecie urodzin Ludwika Solskiego – nadanie tytułu doktora honoris causa – 1954, Dni Krakowa – 1954, Mistrz Nikifor – 1956, Huta – 1959, Narodziny Miasta – 1959, Stal – 1959, Juwenalia w Krakowie – 1966, Alma Mater Cracoviensis – 1961).
Henryk Makarewicz był autorem i współautorem wielu wystaw fotograficznych (m.in. Pierwsza Ogólnopolska Wystawa Fotografiki Polskiej oraz kolejne jej edycje, XVIII Doroczna Wystawia Fotografiki Polskiej we Lwowie). Jego fotografie dokumentujące początki budowy Nowej Huty zaprezentowano między innymi w Paryżu, podczas międzynarodowych targów fotograficznych Paris Foto 2012. W 2007 roku jego zdjęcia pokazano w Pałacu kultury i Nauki w Warszawie na wystawie 802 procent normy.
W 1950 roku został przyjęty w poczet członków rzeczywistych Związku Polskich Artystów Fotografików. Pokłosiem udziału w Międzynarodowych Salonach Fotograficznym objętych patronatem FIAP, było uhonorowanie Henryka Makarewicza tytułem Artiste FIAP (AFIAP) – tytułem przyznanym przez Międzynarodową Federację Sztuki Fotograficznej FIAP. Pochowany na Cmentarzu Grębałowskim.

## Publikacje (albumy)
- 802 procent normy (wspólnie z Wiktorem Pentalem) – wydawnictwo Imago Mundi[14][15];

## Nagrody i odznaczenia
- 1970: II miejsce w konkursie fotograficznym 20 lat Nowej Huty i Huty im. Lenina ogłoszonego przez Komitet Obchodów 20-lecia Nowej Huty w grupie zawodowców( pierwszej nie przyznano)[16]
- 1961: Współautor (z Janem Łomnickim) tryptyku Narodziny Miasta. Druga część pt. Stal otrzymała Grand Prix na Festiwalu Filmów Krótkometrażowych w Londynie[17]
- 1960: Nagroda Nowej Huty za wybitne zasługi dla rozwoju kultury w dzielnicy przyznana przez Dzielnicową Radę Narodową za filmy o Nowej Hucie[18]